# 三遊亭栄楽
三遊亭 栄楽（さんゆうてい えいらく、1959年12月16日 - ）は、福岡県嘉麻市出身の落語家。五代目円楽一門会所属。出囃子は『勧進帳』。本名：川上 昭光。
1984年（昭和59年）4月、皇學館大学文学部国文学科卒業。神職の資格を持つ。2007年（平成19年）より同大学非常勤講師として、「伝統の心と技7≪江戸の芸能史≫」を担当している。

## 経歴
- 1984年（昭和59年） - 4月、五代目三遊亭圓楽に入門、「栄楽」と命名される。
- 1986年（昭和61年）、二つ目昇進。
- 1991年（平成 3年） - 10月、三遊亭道楽と共に真打昇進。
- 2009年（平成21年） - 11月、第１回「お伊勢参り落語会」。江戸時代の旅装束を着け、徒歩（第1回～第3回）バイク（第4回以降）で伊勢神宮に向かう[1][2]。道中の神社仏閣などで落語会を開催し、入場料を伊勢神宮に奉納する。以後、毎年10月～11月に開催。

## 芸歴
- 1984年4月 - 五代目三遊亭圓楽に入門、「栄楽」を名乗る。
- 1986年 - 二ツ目昇進。
- 1991年10月 - 真打昇進。

## 出演
円楽一門会の落語会である両国寄席の他、乃木坂落語会、世田谷落語会、大島落語会などの独演会に出演する。

## 著書
- 五代目 圓楽と「星の王子さま」（2019年9月、彩流社）

## 弟子
- 三遊亭栄豊満 - 2015年2月入門、2018年11月二ツ目昇進。

## 関連事項
- 円楽一門会